# Кларк (окръг, Алабама)
Вижте пояснителната страница за други населени места с името Кларк.
Окръг Кларк (на английски: Clarke County) е окръг в щата Алабама, Съединени американски щати. Площта му е 3245 km², а населението – 23 087 души (1 април 2020). Административен център е град Гроув Хил.